# Johann Buttinger
Johann Buttinger (* 25. Jänner 1900 in Lengau, Oberösterreich; † 3. Februar 1984 in Braunau am Inn) war ein österreichischer Politiker (SPÖ).

## Leben
Johann Buttinger besuchte die siebenjährige Volksschule und danach eine Fachschule in Salzburg. Er erlernte den Beruf des Installateurs, den er mit Unterbrechungen durch Perioden, in denen er arbeitslos war, bis zum Ende des Zweiten Weltkriegs ausübte. Von 1945 bis zu seiner Pensionierung 1965 arbeitete Buttinger hauptberuflich als Bezirkssekretär der SPÖ im Bezirk Braunau am Inn.
Seine politische Laufbahn begann Buttinger ab 1926 als Mitglied des Gemeinderates von Friedburg-Lengau und als Obmann des SPÖ Schneegattern. Nach dem Zweiten Weltkrieg wurde er Mitglied des Gemeinderates von Braunau am Inn. Von 1953 bis 1956 saß Buttinger als Abgeordneter im oberösterreichischen Landtag.
Den Höhepunkt seiner politischen Karriere erreichte Johann Buttinger, als er von 1959 bis 1966 Abgeordneter zum österreichischen Nationalrat war.
Er starb 1984 im Alter von 84 Jahren.